# قطعنامه ۲۰۷ شورای امنیت
قطعنامه  ۲۰۷ شورای امنیت سازمان ملل متحد که در تاریخ ۱۰ اوت ۱۹۶۵ تصویب شد، سندی بین‌المللی دربارهٔ مسئلهٔ قبرس است. این قطعنامه طی نشست ۱۲۳۶ام 
با ۱۱ موافق،۰ مخالف و۰ ممتنع تصویب شد.